# Hendécaèdre

Hendécaèdre bisymétrique, pavant l'espace

Un hendécaèdre (ou undécaèdre) est un polyèdre à 11 faces. Les exemples les plus simples sont la pyramide décagonale et le prisme ennéagonal.
Trois solides de Johnson possèdent onze faces : le prisme hexagonal augmenté, le prisme triangulaire biaugmenté et la pyramide pentagonale allongée .
Deux hendécaèdres, l'hendécaèdre bisymétrique et l'hendécaèdre sphénoïde, pavent l'espace .

## Dénombrement
Il existe 440 564 hendécaèdres convexes topologiquement distincts, à l'exclusion des images miroir, ayant au moins 8 sommets . (Deux polyèdres sont dits « topologiquement distincts » s'ils ont des agencements intrinsèquement différents de faces et de sommets, de sorte qu'il est impossible de déformer l'un en l'autre simplement en changeant les longueurs des arêtes ou les angles entre les arêtes ou les faces. )

## Hendécaèdre bisymétrique
L'hendécaèdre bisymétrique est un polyèdre pavant l'espace qui peut être assemblé en couches de tétramères interpénétrants « en forme de bateau », qui à leur tour sont empilés pour remplir l'espace ; c'est l'analogue tridimensionnel du pentagone du pavage du Caire.

Patron de l'hendécaèdre bisymétrique

## Hendécaèdre sphénoïde
L'Hendécaèdre sphénoïde est un polyèdre pavant l'espace qui peut être assemblé en couches du pavage hexagonal adouci, qui à leur tour sont empilées pour remplir l'espace.